# West Lake Stevens
West Lake Stevens és una concentració de població designada pel cens dels Estats Units a l'estat de Washington. Segons el cens del 2000 tenia 18.071 habitants.

## Demografia
Segons el cens del 2000, West Lake Stevens tenia 18.071 habitants, 6.255 habitatges, i 4.828 famílies. La densitat de població era de 720,8 habitants per km².
Dels 6.255 habitatges en un 47% hi vivien nens de menys de 18 anys, en un 61,2% hi vivien parelles casades, en un 11% dones solteres, i en un 22,8% no eren unitats familiars. En el 16,4% dels habitatges hi vivien persones soles el 4,3% de les quals corresponia a persones de 65 anys o més que vivien soles. El nombre mitjà de persones vivint en cada habitatge era de 2,89 i el nombre mitjà de persones que vivien en cada família era de 3,23.
Per edats la població es repartia de la següent manera: un 32,3% tenia menys de 18 anys, un 7,1% entre 18 i 24, un 36,6% entre 25 i 44, un 17,7% de 45 a 60 i un 6,3% 65 anys o més.
L'edat mediana era de 31 anys. Per cada 100 dones de 18 o més anys hi havia 98,7 homes.
La renda mediana per habitatge era de 57.331 $ i la renda mediana per família de 60.258 $. Els homes tenien una renda mediana de 45.648 $ mentre que les dones 31.061 $. La renda per capita de la població era de 22.281 $. Aproximadament el 4,4% de les famílies i el 5,3% de la població estaven per davall del llindar de pobresa.

## Poblacions més properes
El següent diagrama mostra les poblacions més properes.